# Вільям Ерл Б'юкен
Вільям Ерл Б'юкен (англ. William Earl Buchan, 9 травня 1935) — американський яхтсмен.
Олімпійський чемпіон 1984 року в класі Зоряний.
Чемпіон світу в класі Зоряний 1961, 1970, 1985 років, срібний призер 1973, 1976, 1979 років, бронзовий призер 1965, 1981, 1982, 1983 років.